# Comté de Suwannee
Le comté de Suwannee (Suwannee County) est un comté situé dans l'État de Floride, aux États-Unis. Sa population était estimée en 2020 à 43 474 habitants. Son siège est Live Oak. Le comté a été fondé en 1858 et doit son nom au fleuve Suwannee.

## Comtés adjacents
- Comté de Hamilton (nord)
- Comté de Columbia (est)
- Comté de Gilchrist (sud-est)
- Comté de Lafayette (ouest)
- Comté de Madison (nord-ouest)

## Principales villes
- Branford
- Live Oak

## Démographie
| Groupe                           | Comté de Suwannee | Floride | États-Unis |
| -------------------------------- | ----------------- | ------- | ---------- |
| Blancs                           | 82,6              | 75,0    | 72,4       |
| Afro-Américains                  | 11,4              | 16,0    | 12,6       |
| Autres                           | 3,1               | 3,7     | 6,4        |
| Métis                            | 1,9               | 2,5     | 2,9        |
| Asiatiques                       | 0,6               | 2,4     | 4,8        |
| Amérindiens                      | 0,5               | 0,4     | 0,9        |
| Total                            | 100               | 100     | 100        |
|                                  |                   |         |            |
| Hispaniques et Latino-Américains | 8,7               | 22,5    | 16,7       |

| 1860  | 1870  | 1880  | 1890   | 1900   | 1910   |
| ----- | ----- | ----- | ------ | ------ | ------ |
| 2 303 | 3 556 | 7 161 | 10 524 | 14 554 | 18 603 |

| 1920   | 1930   | 1940   | 1950   | 1960   | 1970   |
| ------ | ------ | ------ | ------ | ------ | ------ |
| 19 789 | 15 731 | 17 073 | 16 986 | 14 961 | 15 559 |

| 1980   | 1990   | 2000   | 2010   | - | - |
| ------ | ------ | ------ | ------ | - | - |
| 22 287 | 26 780 | 34 844 | 41 551 | - | - |